# Rhizaxinella clavata
Rhizaxinella clavata är en svampdjursart som beskrevs av Thiele 1898. Rhizaxinella clavata ingår i släktet Rhizaxinella och familjen Suberitidae.
Artens utbredningsområde är havet kring Japan. Inga underarter finns listade i Catalogue of Life.